# سير (شركة)
شركة سير، أول علامة تجارية سعودية لصناعة السيارات الكهربائية في المملكة العربية السعودية، أعلن ولي العهد السعودي الأمير محمد بن سلمان عن إطلاقها في 03 نوفمبر 2022. وهي مشروع مشترك بين صندوق الاستثمارات العامة السعودي وشركة فوكسكون، التي ستطور النظام الكهربائي للسيارات، وستقدم شركة بي إم دبليو تراخيص مكونات السيارات الكهربائية للشركة.

## التاريخ
ستقوم الشركة بتصميم وتصنيع وبيع السيارات الكهربائية المزودة بأنظمة تقنية متقدمة، كخاصية القيادة الذاتية، في المملكة ومنطقة الشرق الأوسط، بما في ذلك سيارات السيدان وسيارات الدفع الرباعي. ومن المقرّر أن تكون سيارات شركة "سير" متاحة للبيع خلال عام 2025، حيث سيتم تصميمها وتصنيعها بالكامل داخل السعودية. في 21 يونيو 2023، أصدرت وزارة الصناعة والثروة المعدنية في السعودية، ترخيصا صناعيا لشركة سير، أول علامة تجارية سعودية لصناعة السيارات الكهربائية في المملكة؛ لإقامة منشأة تصنيع السيارات الكهربائية. في نوفمبر 2023 أعلنت سير عن اتفاقها مع شركة سيمنز بهدف الأتمتة المتقدمة للأنظمة داخل منشأة تصنيع السيارات الكهربائية في مدينة الملك عبد الله الاقتصادية، بهدف دعم تطوير صناعة السيارات في المملكة وتعزيز النمو الاقتصادي بشكلٍ عام، حيث تسعى الشركة للمساهمة بحوالي 8 مليارات دولار في الناتج المحلي الإجمالي للمملكة العربية السعودية بحلول عام 2034. وفي يونيو 2024 تم التوقيع على عقد بين شركة "سير" وشركة "هيونداي ترانسيس" بقيمة 2.2 مليار دولار، حيث ستقوم بموجبه الشركة الكورية بتزويد سيارات "سير" بنظام قيادة السيارة الكهربائية المتكامل (EDS).

## مصنع الإنتاج
في 29 نوفمبر 2022، وقعت شركة إعمار المدينة الاقتصادية، قد وقعت عقد بيع أرض صناعية لشركة سير الوطنية للسيارات، لإنشاء مصنع مختص بصناعة السيارات الكهربائية. مساحة المصنع أكثر من مليون متر مربع، ويقع في الوادي الصناعي في مدينة الملك عبدالله الاقتصادية.